# Lady Windermere's Fan (pel·lícula de 1925)
Lady Windermere's Fan és una pel·lícula muda dirigida per Ernst Lubitsch i protagonitzada per Ronald Colman i May McAvoy. Basada en l'obra de teatre homònima d'Oscar Wilde (1892), es va estrenar el 26 de desembre de 1925. El 2002, el National Film Registry de la Biblioteca del Congrés dels Estats Units la va seleccionar per a la seva preservació degut al seu interès cultural, històric o estètic.

## Repartiment
- Ronald Colman (Lord Darlington)
- May McAvoy (Lady Windermere)
- Bert Lytell (Lord Windermere)
- Irene Rich (Mrs. Erlynne)
- Edward Martindel (Lord Augustus Lorton)
- Carrie Daumery (la duquessa de Berwick)
- Billie Bennett (Lady Plymdale)
- Helen Dunbar (Mrs. Cowper-Cowper)

## Argument
A Londres, Lady Margaret Windermere intenta desencoratjar l'interès que Lord Darlington mostra per ella mentre que el seu marit rep una carta de Edith Erlynne, "una completa desconeguda," que demana de trobar-se amb ell per un assumpte urgent. Resulta ser una dona de gran bellesa però de molt mala reputació. Ella li explica que és la mare de la seva dona, Lady Windermere, a la qual creia morta i en venerava el record. Tement que la seva dona s'enfonsi en saber la veritat i en observar que sobre una taula hi ha una pila de factures, Lord Windermere li dona un xec per 1500 lliures a canvi del seu silenci.
Mrs. Erlynne reprèn el seu estil de vida escandalós. En una cursa de cavalls, crida l'atenció de molts, inclosos alguns amics dels Windermere, entre els quals destaca Lord Augustus Lorton, "el vell solter més desitjat de Londres", i tres dones xafarderes: la duquessa de Berwick, Lady Plymdale i Mrs. Cowper-Cowper. Lord Windermere defensa la senyora Erlynne dels rumors que aquestes escampen aquesta última cosa que fa sospitar una mica a la seva dona. La senyora Erlynne marxa i Lorton, que l'ha seguit aviat la comença a visitar de manera regular.
Arriba l'aniversari de Lady Windermere i el seu marit li regala unes joies i un ventall molt bonic. Un dia sortint de casa seva, ella i Lord Darlington observen per com Mr. Windermere acomiada el seu xofer i agafa un taxi. A continuació, Lord Darlington li declara el seu amor i per induir-la acceptar-lo, li explica que podrà trobar escrit el nom de Mrs. Erlynne en el talonari de xecs del seu marit. Mentrestant, Mrs. Erlynne obliga a Lord Windermere a convidar-la al ball que fan a casa seva ja que això suposaria un reconeixement social i això incentivaria a Lord Lorton a fer-li una proposta de casament.
Quan torna a casa, la seva dona li retreu que en el seu talonari de xecs, que ha trobat en el seu escriptori, consti el pagament de 1500 lliures a Mrs. Erlynne. Ell li explica que només volia ajudar una dona que ho mereixia, però ella encara s'enfada més quan ell li diu que Mrs. Erlynne vindrà al ball aquella nit. Davant de la forta oposició de la seva dona, envia una nota a Mrs. Erlynne demanant-li que no vingui. Ella però no obre el sobre, suposant que és la seva invitació i va al ball. En arribar-hi descobreix que no es troba a la llista de convidats, però poc després arriba Lord Lorton i ella l'utilitza per accedir. Indueix a un Lord Windermere reticent a presentar-la formalment a la seva dona. Aquest moment incòmode no passa desapercebut i les xafarderies es propaguen ràpidament. Tanmateix, Mrs. Erlynne aconsegueix amb afalacs ser acceptada per les altres convidades. Sense saber-ho, Lady Windermere ha marxat al jardí. Allà creu observar que la senyora Erlynne està flirtejant amb el seu marit. De fet, ella està parlant amb Lord Lorton, que li està demanant de casar-se amb ell. Mrs. Erlynne descobreix Lady Windermere i tracta d'aclarir el malantès però Lady Windermere no vol escoltar i fuig a casa de Darlington, el qual segueix en la seva festa. Mrs. Erlynne troba la nota de comiat per al seu marit i se l'emporta amb ella.
Un cop arribada a casa de Darlington, intenta persuadir Lady Windermere perquè torni a casa, explicant-li que ella va arruïnar la seva vida de la mateixa manera. Després arriba Darlington, acompanyat per Lord Windermere i alguns altres homes, ja que el ball ha acabat. Les dues dones s'amaguen en una altra habitació, però Lady Windermere s'oblida del seu ventall en un sofà. En descobrir-lo, Lord Windermere exigeix explicacions a Lord Darlington. Mrs. Erlynne surt de l'habitació i demana disculpes per haver-lo agafat per error. Tots els convidats, sobretot Lord Lorton, marxen. Mentrestant, Lady Windermere marxa de la casa sense que ningú la descobreixi.
L'endemà a l'esmorzar, Mrs. Erlynne visita els Windermenre per tal de tornar el ventall i acomiadar-se'n, ja que torna a França. Lady Windermere vol explicar al seu marit què va passar realment el dia abans, però la senyora Erlynne la dissuadeix. A la sortida, la senyora Erlynne es troba amb Lord Lorton que la saluda molt fredament. Ella se li adreça i li mostra la seva sorpresa pel comportament que ell va tenir la nit anterior en dubtar d'ella i li diu que ja no s'hi vol casar. Lord Morton, després d'uns segons de confusió la segueix a dins d'un taxi i tots dos marxen junts.

## Fitxa tècnica
- Direcció : Ernst Lubitsch
- Ajudant de direcció: George Hippard
- Guió : Julien Josephson[5] a partir de l'obra El ventall de Lady Windermere d'Oscar Wilde
- Producció : Ernst Lubitsch
- Productora : Warner Bros.
- Fotografia : Charles Van Enger[5]
- Decorats : Harold Grieve
- Vestuari : Sophie Wachner
- Localització: Toronto (Califòrnia)[6]
- Durada : 86 minuts